# NGC 6638
NGC 6638 es un pequeño cúmulo globular en la constelación de Sagitario, al este de Kaus Borealis (λ Sagittarii). De magnitud visual 9,2 es difícil de resolver. Fue descubierto por William Herschel en el año 1784.